# Nehrus Allé Station
Nehrus Allé Station er en letbanestation i Aarhus beliggende i bydelen Christiansbjerg. Stationen ligger på Nehrus Allé ved krydset med Randersvej. Stationen er anlagt midt på vejen og er udformet som en øperron med adgang via fodgængerfeltet i krydset. Midt på perronen er der en simpel overdækning med bænke og en rejsekort-billetautomat. Stationen betjener blandt andet DR's mediehus nord for Nehrus Allé og Aarhus Techs hovedafdeling på den modsatte side. Desuden ligger der flere boligblokke vest for krydset.
Strækningen mellem Aarhus H og Universitetshospitalet, hvor stationen ligger, åbnede den 21. december 2017.

## Galleri
- Letbanen under anlæg på Nehrus Allé i marts 2016.
- Nehrus Allé Station i september 2017.
- Stationsskilt.